# 公行
公行（こうこう、コホン、英語: Cohong）は、清代中期から後期にかけての広州に存在した商業組合。行商（こうしょう）という大蔵省に相当する「戸部」の免許を受けた特許商人が組織した。約100年間にわたって西洋諸国との主要な広州貿易を壟断した。

## 歴史
康煕59年（1720年）、当時西洋諸国との交易を許されていた特定の行商の間で成立し、交易を独占してそれ以外の零細商人の締め出しを図った。結成当初から加入していた十六の行商たちは十三条の約款を制定して交易に規範を持たせ、新規加入の業者には一千両銀の投資を課し、公行に加入している行商には交易で得た売上の3%を「公所費」として拠出することとした。
公行は広州の行商たちによる民間組織ではあったが、成立時に粤海関の海関監督から承認を得ていたこともあって、朝廷と西洋商人の間に位置する機関としての役割を持っていた。朝廷に代わって関税を徴収していた公行は広州貿易において絶大な権限を有していたが、それ以外の商人と西洋商人から反対を受けて、翌康煕60年（1721年）に一度解散した。乾隆25年（1760年）に復活したが乾隆36年（1771年）に再度解散、乾隆47年（1782年）に再度復活した。道光22年（1842年）、アヘン戦争後に締結された南京条約によって廃止された。